# Alpina daisetsuzana
Alpina daisetsuzana är en fjärilsart som beskrevs av Matsumura 1927. Alpina daisetsuzana ingår i släktet Alpina och familjen mätare. Inga underarter finns listade i Catalogue of Life.